# Christian Lukas Beck
Christian Lukas Beck (* 26. September 1789 in Göppingen; † 4. Januar 1827 in Wangen im Allgäu) war ein württembergischer Oberamtmann.

## Leben
Beck war der Sohn eines Kaufmanns. Er absolvierte zunächst eine Ausbildung als Schreiber und legte 1809 das Dienstexamen im Departement des Innern ab. Von 1810 bis 1827 war er Aktuar und von ca. 1824 bis 1826 Kommunrechnungsrevisoratsamtsverweser im Oberamt Wangen, wo er von 1826 bis 1827 Oberamtsverweser war.